# Mussidia
Mussidia is een geslacht van vlinders van de familie snuitmotten (Pyralidae), uit de onderfamilie Phycitinae.

## Soorten
- M. decaryalis Viette, 1953
- M. fiorii Cecconi & de Joannis, 1911
- M. irisella (Guenée, 1862)
- M. melanoneura Ragonot, 1893
- M. nigrivenella Ragonot, 1888
- M. nigrolineella Roesler & Kuppers, 1981
- M. physostigmatis Ragonot, 1893
- M. semipectinella (Guenée, 1862)